# حلاوة روح (فلم)
حلاوة روح، هو فيلم مصري عرض عام 2014. يدور في إطار اجتماعى رومانسي، بطولة هيفاء وهبي ويشارك في بطولته باسم سمرة ومحمد لطفي وصلاح عبد الله وكريم الابنودي ، تأليف علي الجندي، وإخراج سامح عبد العزيز، وإنتاج محمد السبكي. وحصد 2,786,783 مليون جنيه بعد إعادته لدور العرض حيث تصدر شباك التذاكر في مصر.

## قصة الفيلم
تدور قصة الفيلم حول "روح" (هيفاء وهبي) التي تعيش في حارة شعبية برفقة والدة زوجها "أم توفيق" حيث أن زوجها مسافر خارج البلاد. تتعرض "روح" للعديد من المتاعب بسبب جيرانها. بخاصة من جارها الذي يطمع في الحصول عليها، بالإضافة إلى محاولات شخص أخر يقوم بالضغط عليها بكافة السبل المشروعة وغير المشروعة من أجل الحصول عليها لكنها تقف له بالمرصاد. يتم نصب فخ لها على يد اثنان من جيرانها (باسم سمرة) و(محمد لطفي) من أجل تحقيق أطماعهما.

## طاقم التمثيل
- هيفاء وهبي: روح
- باسم سمرة: عرفة
- محمد لطفي: طلعت
- صلاح عبد الله: زكرياء
- نجوى فؤاد: صباح
- كريم الأبنودي: سيد
- أحلام الجريتلي: أم توفيق
- حكيم
- أحمد فتحي
- أوشا
- زينة منصور: أموره
- حنان العربي: شادية
- منى سعد: سماح
- عبير الشاعر: نجوى
- عمرو المغربي: صلاح
- أشرف عبد الفضيل: المحضر
- دعاء ناجي: صفية
- ليالي: الراقصة
- سلوى كرم: سيدة 1
- إيمي طلبة: سيدة 2
- برنسه عبد الغني: سيدة 3
- زينب: سيدة 4
- محمد عبد السلام: طفل
- بودي هاني: طفل
- حازم عبد القادر: طفل
- حسن محمد طه: طفل

## وقف عرض الفيلم في دور عرض مصر
قرر إبراهيم محلب، رئيس مجلس الوزراء، وقف عرض فيلم حلاوة روح وعرضه على هيئة الرقابة على المصنفات الفنية لاتخاذ قرار نهائي بشأنه. جاء ذلك خلال لقاء محلب بأعضاء غرفة صناعة السينما.

## عودة الفيلم لدور العرض في مصر
قضت محكمة القضاء الإداري في مصر بوقف تنفيذ قرار وزير الثقافة بصفته رئيساً للمجلس الأعلى للثقافة بسحب الترخيص الصادر لعرض فيلم «حلاوة روح»، ووقف عرضه بجميع دور العرض السينمائي، كما أعلن منتج الفيلم محمد السبكي عن عودة الفيلم لدور العرض في مصر.

## وصلات خارجية
- مقالات تستعمل روابط فنية بلا صلة مع ويكي بيانات
- صفحة الفيلم على imdb
- صفحة الفيلم على موقع السينما